# Entente sportive de Nanterre Handball
Maillots
Dernière mise à jour : 16 juin 2018.
L'Entente sportive de Nanterre Handball est la section de handball du club omnisports français de l'Entente sportive de Nanterre, basé à Nanterre en Hauts-de-Seine à l'Ouest de Paris.
En 2010, le club est promu en Division 2 et devient l'Entente sportive de Nanterre Handball 92. L'ESNH92 est mise en liquidation judiciaire en 2016 et l'activité handball réintégrée au sein de l'ESN.

## Histoire

Logo de l'ES Nanterre Handball 92 entre 2010 et 2016.

Fondée au sein de l'ESN, la section Handball laisse place à une nouvelle association, en octobre 2010, « L'Entente sportive Nanterre Handball 92 (ESNH 92) ». Ce changement fait suite à la demande de la FFHB pour des raisons de transparence et de fonctionnement dues à la montée en Pro D2 de l'équipe fanion.
À la suite notamment d'une baisse des subventions du club  l'ESNH92 est mise en liquidation judiciaire le 20 juillet 2016 , l'équipe première est de fait dissoute, certains de ses joueurs retrouvant une place en Proligue (ex Pro D2) à l'image de Charly Sossou à Caen  ou Mehdi Lacritick dans le club de Sannois Saint-Gratien .
L'activité handball est reprise dès la saison sportive 2016-1017 à l’initiative de Julien Cayez, ancien joueur de l'équipe première. L'Entente Sportive de Nanterre Handball est ainsi créée dès la rentrée scolaire 2016 pour permettre aux jeunes Nanterriens de continuer à pratiquer leur sport.

## Saison par saison (2006-2016)
| Saison                                   | Division                     | Rang                         | Victoires                    | Défaites                     | Nuls                         | Buts marqués                 | But encaissés                |
| Entente sportive de Nanterre             | Entente sportive de Nanterre | Entente sportive de Nanterre | Entente sportive de Nanterre | Entente sportive de Nanterre | Entente sportive de Nanterre | Entente sportive de Nanterre | Entente sportive de Nanterre |
| ---------------------------------------- | ---------------------------- | ---------------------------- | ---------------------------- | ---------------------------- | ---------------------------- | ---------------------------- | ---------------------------- |
| 2006-2007                                | Nat. 1 - Poule 2             | 9e                           | 9                            | 12                           | 5                            | 746                          | 746                          |
| 2007-2008                                | Nat. 1 - Poule 1             | 2e                           | 17                           | 8                            | 1                            | 793                          | 745                          |
| 2008-2009                                | Nat. 1 - Poule 1             | 8e                           | 12                           | 10                           | 4                            | 770                          | 773                          |
| 2009-2010                                | Nat. 1 - Poule 2             | 2e                           | 17                           | 6                            | 3                            | 851                          | 753                          |
| Entente sportive de Nanterre Handball 92 |                              |                              |                              |                              |                              |                              |                              |
| 2010-2011                                | Div. 2                       | 11e                          | 7                            | 15                           | 4                            | 689                          | 727                          |
| 2011-2012                                | Div. 2                       | 14e                          | 3                            | 20                           | 3                            | 699                          | 791                          |
| 2012-2013                                | Nat. 1 - Poule 2             | 3e                           | 17                           | 6                            | 3                            | 785                          | 703                          |
| 2013-2014                                | Nat. 1 - Poule 2             | 3e                           | 13                           | 5                            | 4                            | 653                          | 611                          |
| 2014-2015                                | Nat. 1 - Poule 3             | 6e                           | 10                           | 10                           | 2                            | 655                          | 603                          |
| 2015-2016                                | Nat. 1 - Poule 2             | 4e                           | 11                           | 4                            | 7                            | 633                          | 593                          |

## Effectif lors de la saison 2015-2016
- Secrétaire général : Michel Berrube
- Entraineur : Shems-Edin El Khalfaoui
- Kinésithérapeute : Cédric Altherr

| N° | Nom                       | Poste          | Né le             | Nationalité | Taille | Poids |
| -- | ------------------------- | -------------- | ----------------- | ----------- | ------ | ----- |
| 12 | Christophe Jourdan        | Gardien de but | 30 mai 1980       | France      | 183    | 74    |
| 29 | Sébastien Le Goff         | GB             | 11 février 1988   | France      | 189    | 105   |
| 24 | Yann Ducreux              | ALG            | 9 septembre 1988  | France      | 180    |       |
| 78 | Cédric Lewis              | ALG            | 17 décembre 1975  | France      | 183    | 82    |
| 9  | Julien Cayez              | DC/ALG         | 23 mai 1987       | France      | 185    | 83    |
| 33 | Emeric Grain              | DC             | 28 avril 1982     | France      | 195    | 95    |
| 22 | Sébastien Kaszluk         | PVT            | 13 mai 1979       | France      | 198    | 95    |
| 18 | Mehdi Lacritick           | PVT            | 18 septembre 1985 | France      | 195    | 115   |
| 21 | Yoann Magoure             | ARG            | 6 juin 1989       | France      | 193    | 94    |
| 15 | Hatem Haraket             | ARG            | 4 janvier 1979    | Tunisie     | 194    | 84    |
| 94 | Charly Sossou             | AL/ARG         | 18 juillet 1987   | France      | 187    | 82    |
| 14 | Rabah Soudani             | ARD/ALD        | 8 avril 1985      | Algérie     | 190    |       |
| 92 | Christophe Brito Da Cunha | ALD            | 18 novembre 1988  | France      |        |       |
| 49 | Mohamadi Loutoufi         | ALD            | 8 février 1974    | France      | 169    | 49    |
| 4  | Romain Garzoli            | ALD            | 15 avril 1984     | France      | 182    | 77    |

## Personnalités liées au club
- Yacinn Bouakaz : joueur en 2011
- Boro Golić : entraîneur de 2010 à 2011
- Mohamadi Loutoufi : joueur de 2010 à 2016
- Hatem Haraket : joueur de 2010 à 2014
- Rudy Nivore : joueur de 2015 à 2016
- Rabah Soudani : joueur de 2011 à 2012
- Denis Tristant : entraîneur de 2011 à janvier 2012